# Giselher Schuschke
Giselher Schuschke (* 18. Juni 1935 in Halberstadt; † 15. Juni 2008 in Magdeburg) war ein deutscher Hygieniker und Umweltmediziner.

## Leben
Giselher Schuschke besuchte das Gymnasium Martineum bis zum Jahr 1953. Danach studierte er bis 1960 Humanmedizin an der Humboldt-Universität zu Berlin und an der Medizinischen Akademie Magdeburg (MAM). Im Anschluss begann er seine ärztliche Tätigkeit im Institut für Medizinische Mikrobiologie der MAM. 1962 wurde er  mit einer Arbeit über ein mikrobiologisches Thema in der Hals-Nasen-Ohrenheilkunde promoviert. Aufgrund eines zentralen Auftrags der Regierung der DDR, an allen Medizinischen Fakultäten und Akademien eine Abteilung für Allgemeine und Kommunale Hygiene einzurichten, motivierte ihn sein Chef Harald Hudemann zur Weiterbildung in Hygiene, welche Schuschke mit dem Facharzt abschloss. Zusätzlich absolvierte er eine Ausbildung zum Kreishygienearzt und übte zwischen 1964 und 1969 die Tätigkeit als Kreishygienearzt in Magdeburg nebenamtlich aus.
1970 wurde Giselher Schuschke die Facultas Docendi verliehen. Nach Habilitation 1978 wurde er 1979 zum Direktor des von ihm aufgebauten Instituts und zum Ordinarius für das Gebiet Hygiene berufen. Sein Forschungsschwerpunkt war der Lärm als Umweltfaktor, welcher auch Gegenstand seiner Habilitationsschrift war. Er gründete in der DDR-Fachgesellschaft Allgemeine und Kommunalhygiene aus der Sektion Gesunde Wohnumwelt eine Sektion Kommunaler Lärmschutz, die er 20 Jahre lang leitete.
Ab 1978 baute Schuschke die Krankenhaushygiene der Hochschulklinik auf, welche er und bis zu seiner Emeritierung im Jahre 2000 als Krankenhaushygieniker und Vorsitzender einer Hygienekommission aufrechterhielt. Nach der Gründung der Otto-von-Guericke-Universität Magdeburg und des Instituts für Arbeitsmedizin und Hygiene 1993, zu dessen Direktor Eberhard Pfister ernannt wurde, leitete Schuschke den eigenständigen Bereich Hygiene und Umweltmedizin bis zu seinem Ruhestand.
Politisch war Schuschke seit 1966 Mitglied der Ständigen Kommission Gesundheits- und Sozialwesen der Stadtverordnetenversammlung Magdeburg. Mit Mandat des Kulturbundes wurde er 1970 Stadtverordneter und gründete im Bezirk Magdeburg die Gesellschaft für Natur und Umwelt. Nach der politischen Wende war Giselher Schuschke weiter in wissenschaftlichen Gesellschaften und Gremien leitend tätig, so zum Beispiel als Vizepräsident der Deutschen Gesellschaft für Krankenhaushygiene, in der Ärztekammer als Vorsitzender
des Fachausschusses Hygiene und des Ausschusses für Gesundheit und Umwelt, als unabhängiger Sachverständiger für Umweltschutz der Europäischen Gemeinschaft/Europäischen Union für die neuen Bundesländer, als Vorstandsmitglied in der Europäischen Gesellschaft für Ökologie und Medizin „August Bier“, sowie in der Stiftung Umwelt und Naturschutz S.U.N. Außerdem gründete er einen Förderverein Umwelthaus Magdeburg e.V. und einen Verein zur Förderung eines gesunden Raumklimas.
1995 wurde Giselher Schuchke für die Summe seiner ehrenamtlichen Tätigkeit das Bundesverdienstkreuz verliehen.
Giselher Schuschke verstarb am 15. Juni 2008 im Alter von 72 Jahren.

## Schriften (Auswahl)
- Giselher Schuschke: Aktinomyzesähnliche Drusen in den Tonsillen, Aktinomykose, chronische Tonsillitis und Paratonsillitis. Dissertation, Medizinische Akademie Magdeburg, 1962
- Giselher Schuschke: Lärm und Gesundheit, aktueller Erkenntnisstand und daraus abgeleitete Aufgaben einer kommunalhygienisch orientierten Lärmforschung in der DDR; Untersuchungen über niederfrequente Schallimmissionen in Neubauwohnungen aus gasgefeuerten Heizkesselanlagen, ein Beitrag zum hygienischen Grenzwertproblem. Habilitationsschrift, Medizinische Akademie Magdeburg, 1977
- Giselher Schuschke: Lärm und Gesundheit. Verlag Volk und Gesundheit, Berlin, 1976
- Giselher Schuschke (Red.): Ökonomische und ökologische Entwicklung einer Landschaft. Bezirksvorstand Magdeburg der Gesellschaft für Natur und Umwelt; Rat des Bezirkes Magdeburg (Abteilung Umweltschutz und Wasserwirtschaft, Abteilung Erholungswesen), 1988
- Giselher Schuschke: Sinnesvermittelte Umwelterkrankungen – Umweltwahrnehmung und Gesundheit. Umweltmedizin in Forschung und Praxis 1(2) (1996), 93 – 101
- Giselher Schuschke, Günther Brüdigam, Werner Schirmer: Lärmschutz. In: Hermann Behrens, Jens Hoffmann (Bearb.): Umweltschutz in der DDR. Analysen und Zeitzeugenberichte. Oekom Gesellschaft für Ökologie, 2007, ISBN 3-865-81059-4